# Liste der Monuments historiques in Mackwiller
Die Liste der Monuments historiques in Mackwiller führt die Monuments historiques in der französischen Gemeinde Mackwiller auf.

## Liste der Bauwerke
| Bezeichnung            | Beschreibung                                                                        | Standort                     | Kennzeichnung | Schutzstatus | Datum | Bild           |
| ---------------------- | ----------------------------------------------------------------------------------- | ---------------------------- | ------------- | ------------ | ----- | -------------- |
| Gallo-römische Thermen | Thermenanlage einer Villa, 2. Jahrhundert; teilweise auf dem Gebiet von Waldhambach | Chemin du Bain Romain (Lage) | PA00084781    | Classé       | 1930  | weitere Bilder |

## Liste der Objekte
| Bezeichnung | Beschreibung                                                              | Standort                                  | Kennzeichnung | Schutzstatus | Datum | Bild |
| ----------- | ------------------------------------------------------------------------- | ----------------------------------------- | ------------- | ------------ | ----- | ---- |
| Hauptaltar  | Altar und Tabernakel; Holz, farbig gefasst und vergoldet, 18. Jahrhundert | in der katholischen Kirche St-Gall (Lage) | PM67000544    | Classé       | 1991  |      |